# Krüger Gruppe
En 1971, Willibert Krüger tomó la revolucionaria decisión de implantar en su emprendimiento tradicional y familiar la primera línea de producción de alimentos solubles e instantáneos. 
Las ventas de este tipo de alimentos y bebidas se expandieron en los años subsiguientes en Alemania, permitiendo el rápido crecimiento de la empresa y posteriormente del grupo empresarial Krüger. La adquisición de la empresa Ludwig Schokolade GmbH & Co le ha permitido convertirse en el líder en Europa en el área de productos instantáneos, habiendo facturado 1350 millones de euros durante el 2005. 
Sus productos más difundidos son los tés solubles con sabor a limón, manzana, melocotón y frutos del bosque. También produce diferentes cafés instantáneos y la pasta untable de avellanas Pasta Nussa.